# Castello di Bolsover
Il castello di Bolsover è situato nell'omonima cittadina inglese. Costruito nel medioevo, la struttura originale è andata distrutta; in seguito è stato realizzato un secondo castello durante l'età moderna, tuttora in piedi e adibito a museo.

## Storia
Dopo la conquista normanna dell'Inghilterra, la città di Bolsover e le terre circostanti divennero proprietà del cavaliere normanno William Peverel, che divenne uno dei più grandi magnati del regno d'Inghilterra e che diede inizio alla costruzione del castello. Di proprietà dei Peverel e poi dei Ferrers, dal XIII secolo in poi il castello fu oggetto di numerosi passaggi di proprietà, finendo abbandonato e in rovina entro il XIV secolo.
All'inizio del XVII secolo i pochi resti del castello divennero proprietà del signorotto Charles Cavendish, intenzionato a ricostruirlo per farne la propria residenza. Nel 1612 cominciò così la costruzione del Piccolo Castello, una struttura di dimensioni ridotte creata utilizzando parte delle rovine del maniero antico. Cavendish cercò di mantenersi fedele allo stile architettonico medievale, immaginando di ricreare il castello come poteva essere in origine.
Quando nel 1617 Charles Cavendish morì la maggior parte dei lavori di ricostruzione erano completi, ma il figlio William Cavendish, I duca di Newcastle-upon-Tyne cambiò radicalmente lo stile architettonico, preferendo toni barocchi e sfarzosi rispetto agli originali romanici e gotici. Entro gli anni 1630 la costruzione del castello era completa, tanto che nel 1634 il duca poté ospitarvi re Carlo I d'Inghilterra e la moglie Enrichetta Maria di Borbone-Francia. Durante la guerra civile inglese Bolsover fu saccheggiato dalle truppe di Oliver Cromwell dopo la fuga dei lealisti Cavendish, ma in seguito il castello fu ancora una volta restaurato. Durante il resto del XVII secolo il castello fu definitivamente terminato ed ebbe i suoi interni finemente decorati.
I successori di William Cavendish tuttavia si disinteressarono della pur pregevole dimora, e a partire dal XVIII secolo Bolsover ricominciò ad andare in rovina. Divenne infine di proprietà di Margaret Harley, duchessa di Portland e dei suoi discendenti, che all'inizio del XIX lo restaurarono parzialmente e lo utilizzarono come casa di campagna. L'apertura delle miniere di Bolsover a partire dal 1889 causò alcuni crolli e cedimenti nella struttura del castello, così come un certo grado di inquinamento della zona circostante, e nel 1946 William Cavendish-Bentinck, VII duca di Portland cedette la tenuta al governo britannico affinché potesse risanarla.
Da allora il castello di Bolsover è divenuto un museo aperto al pubblico e un maneggio.